# إدواردو فورنير
إدواردو فورنير (بالإسبانية: Eduardo Fournier) (2 يناير 1956 بتالكا في تشيلي - ) هو مدرب كرة قدم ولاعب كرة قدم تشيلي في مركز حراسة المرمى، شارك في الألعاب الأولمبية الصيفية 1984. وشارك مع منتخب تشيلي لكرة القدم. أما مع النوادي، فقد لعب مع أوداكس إيتاليانو ونادي أونيفرسيداد دي تشيلي ونادي كونسيبسيون ‏ ونادي كوبريلوا.

## وصلات خارجية
- إدواردو فورنير على موقع الاتحاد الدولي (مؤرشف)  (الإنجليزية)
- إدواردو فورنير على موقع عالم كرة القدم.نت (الإنجليزية)
- إدواردو فورنير على موقع أوليمبيديا (الإنجليزية)